# Сноубординг на зимових Олімпійських іграх 2006 — сноубордкрос (чоловіки)
Змагання зі сноубордингу в дисципліні сноубордкрос серед чоловіків на зимових Олімпійських іграх 2006 року відбулись 16 лютого 2006 року в селі Бардонеккія (провінція Турин, Італія).

## Результати

### Кваліфікація
На стадії кваліфікації учасники мали по дві спроби. Підсумкові місця визначалися за часом кращої із двох спроб. Перші 32 учасники потрапили до 1/8 фіналу. Тільки один сноубордист, Міхал Новотний, показав у першій спробі кращий час, ніж у другій.
| Місце | Ім'я                       | Країна     | Заїзд 1 (час) | Місце | Заїзд 2 (час) | Місце | Кращий час |
| ----- | -------------------------- | ---------- | ------------- | ----- | ------------- | ----- | ---------- |
| 1     | Дрю Нілсон                 | Канада     | 1:22.74       | 4     | 1:19.33       | 1     | 1:19.33    |
| 2     | Марко Гузер                | Швейцарія  | 1:22.39       | 2     | 1:20.26       | 2     | 1:20.26    |
| 3     | Сет Вескотт                | США        | 1:22.82       | 5     | 1:20.69       | 3     | 1:20.69    |
| 4     | Томмазо Тальяферрі         | Італія     | 1:23.03       | 9     | 1:20.93       | 4     | 1:20.93    |
| 5     | Ксав'є де ле Рю            | Франція    | 1:23.42       | 14    | 1:20.97       | 5     | 1:20.97    |
| 6     | Дітер Красніґ              | Австрія    | 1:24.01       | 21    | 1:21.00       | 6     | 1:21.00    |
| 7     | Нейт Голланд               | США        | 1:22.71       | 3     | 1:21.03       | 7     | 1:21.03    |
| 8     | Хорді Фонт                 | Іспанія    | 1:22.35       | 1     | 1:21.18       | 8     | 1:21.18    |
| 9     | Радослав Жидек             | Словаччина | 1:30.91       | 36    | 1:21.19       | 9     | 1:21.19    |
| 10    | Поль-Анрі де Ле Рю         | Франція    | 1:23.00       | 8     | 1:21.21       | 10    | 1:21.21    |
| 11    | Лукас Ґрюнер               | Австрія    | 1:23.05       | 10    | 1:21.28       | 11    | 1:21.28    |
| 12    | Деймон Гейлер              | Австралія  | 1:24.79       | 28    | 1:21.51       | 12    | 1:21.51    |
| 13    | Матеуш Лігоцький           | Польща     | 1:23.35       | 13    | 1:21.81       | 13    | 1:21.81    |
| 14    | Йонте Ґрунделіус           | Швеція     | 1:24.53       | 26    | 1:21.85       | 14    | 1:21.85    |
| 15    | Джейсон Сміт               | США        | 1:23.65       | 15    | 1:21.98       | 15    | 1:21.98    |
| 16    | Рафал Скарбек-Мальчевський | Польща     | 1:24.70       | 27    | 1:22.07       | 16    | 1:22.07    |
| 17    | Ганс Єрґ Унтеррайнер       | Австрія    | 1:23.32       | 12    | 1:22.10       | 17    | 1:22.10    |
| 18    | Том Велісек                | Канада     | 1:22.83       | 6     | 1:22.12       | 18    | 1:22.12    |
| 19    | Стефано Подзоліні          | Італія     | 1:24.52       | 25    | 1:22.23       | 19    | 1:22.23    |
| 20    | Джейсі-Джей Андерсон       | Канада     | 1:24.25       | 22    | 1:22.27       | 20    | 1:22.27    |
| 21    | Уелі Кестенгольц           | Швейцарія  | 1:23.16       | 11    | 1:22.32       | 21    | 1:22.32    |
| 22    | Альберто Ск'явон           | Італія     | 1:24.84       | 30    | 1:22.38       | 22    | 1:22.38    |
| 23    | Міхаель Лаєр               | Німеччина  | 1:23.92       | 19    | 1:22.43       | 23    | 1:22.43    |
| 24    | Маттіас Блумберґ           | Швеція     | 1:23.98       | 20    | 1:22.48       | 24    | 1:22.48    |
| 25    | Сільвен Дюкло              | Франція    | 1:23.85       | 18    | 1:22.55       | 25    | 1:22.55    |
| 26    | Маріо Фукс                 | Австрія    | 1:24.82       | 29    | 1:22.60       | 26    | 1:22.60    |
| 27    | Ітару Тімура               | Японія     | 1:25.86       | 32    | 1:22.83       | 27    | 1:22.83    |
| 28    | Міхал Новотний             | Чехія      | 1:22.92       | 7     | 1:23.68       | 34    | 1:22.92    |
| 29    | Ґрем Ватанабе              | США        | 1:24.85       | 31    | 1:22.98       | 28    | 1:22.98    |
| 30    | Франсуа Буавен             | Канада     | 1:23.74       | 16    | 1:23.17       | 29    | 1:23.17    |
| 31    | Давід Шпайзер              | Німеччина  | 1:24.28       | 24    | 1:23.38       | 30    | 1:23.38    |
| 31    | Юнатан Юганссон            | Швеція     | 1:26.72       | 34    | 1:23.38       | 30    | 1:23.38    |
| 33    | Сімоне Малуса              | Італія     | 1:24.27       | 23    | 1:23.53       | 32    | 1:23.53    |
| 34    | Ібон Ідігорас              | Іспанія    | 1:23.80       | 17    | 1:23.56       | 33    | 1:23.56    |
| 35    | П'єр Волтьє                | Франція    | 1:27.61       | 35    | 1:23.75       | 35    | 1:23.75    |
| 36    | Алекс Куппріон             | Німеччина  | 1:26.22       | 33    | 1:24.66       | 36    | 1:24.66    |

### Раунд на вибування
Перші 32 спортсмени потрапили до 1/8 фіналу. Починаючи з цієї стадії в заїздах брали участь по чотири особи, із яких далі проходили по два переможці.

#### 1/8 фіналу
| Посів | Ім'я                             | Місце |
| ----- | -------------------------------- | ----- |
| 17    | Ганс Єрґ Унтеррайнер (AUT)       | 1     |
| 32    | Юнатан Юганссон (SWE)            | 2     |
| 1     | Дрю Нілсон (CAN)                 | 3     |
| 16    | Рафал Скарбек-Мальчевський (POL) | 4     |

| Посів | Ім'я                   | Місце |
| ----- | ---------------------- | ----- |
| 9     | Радослав Жидек (SVK)   | 1     |
| 8     | Хорді Фонт (ESP)       | 2     |
| 24    | Маттіас Блумберґ (SWE) | 3     |
| 25    | Сільвен Дюкло (FRA)    | 4     |

| Посів | Ім'я                   | Місце |
| ----- | ---------------------- | ----- |
| 12    | Деймон Гейлер (AUS)    | 1     |
| 28    | Міхал Новотний (CZE)   | 2     |
| 5     | Ксав'є де ле Рю (FRA)  | 3     |
| 21    | Уелі Кестенгольц (SUI) | 4     |

| Посів | Ім'я                       | Місце |
| ----- | -------------------------- | ----- |
| 20    | Джейсі-Джей Андерсон (CAN) | 1     |
| 4     | Томмазо Тальяферрі (ITA)   | 2     |
| 29    | Ґрем Ватанабе (USA)        | 3     |
| 13    | Матеуш Лігоцький (POL)     | 4     |

| Посів | Ім'я                    | Місце |
| ----- | ----------------------- | ----- |
| 3     | Сет Вескотт (USA)       | 1     |
| 30    | Франсуа Буавен (CAN)    | 2     |
| 19    | Стефано Подзоліні (ITA) | 3     |
| 14    | Йонте Ґрунделіус (SWE)  | 4     |

| Посів | Ім'я                   | Місце |
| ----- | ---------------------- | ----- |
| 6     | Дітер Красніґ (AUT)    | 1     |
| 27    | Ітару Тімура (JPN)     | 2     |
| 22    | Альберто Ск'явон (ITA) | 3     |
| 11    | Лукас Ґрюнер (AUT)     | 4     |

| Посів | Ім'я                     | Місце |
| ----- | ------------------------ | ----- |
| 7     | Нейт Голланд (USA)       | 1     |
| 10    | Поль-Анрі де Ле Рю (FRA) | 2     |
| 26    | Маріо Фукс (AUT)         | 3     |
| 23    | Міхаель Лаєр (GER)       | 4     |

| Посів | Ім'я                | Місце |
| ----- | ------------------- | ----- |
| 15    | Джейсон Сміт (USA)  | 1     |
| 2     | Марко Гузер (SUI)   | 2     |
| 18    | Том Велісек (CAN)   | 3     |
| 31    | Давід Шпайзер (GER) | 4     |

#### Чвертьфінали
| Посів | Ім'я                       | Місце |
| ----- | -------------------------- | ----- |
| 9     | Радослав Жидек (SVK)       | 1     |
| 8     | Хорді Фонт (ESP)           | 2     |
| 32    | Юнатан Юганссон (SWE)      | 3     |
| 17    | Ганс Єрґ Унтеррайнер (AUT) | 4     |

| Посів | Ім'я                       | Місце |
| ----- | -------------------------- | ----- |
| 20    | Джейсі-Джей Андерсон (CAN) | 1     |
| 12    | Деймон Гейлер (AUS)        | 2     |
| 4     | Томмазо Тальяферрі (ITA)   | 3     |
| 28    | Міхал Новотний (CZE)       | 4     |

| Посів | Ім'я                 | Місце |
| ----- | -------------------- | ----- |
| 3     | Сет Вескотт (USA)    | 1     |
| 6     | Дітер Красніґ (AUT)  | 2     |
| 30    | Франсуа Буавен (CAN) | 3     |
| 27    | Ітару Тімура (JPN)   | 4     |

| Посів | Ім'я                     | Місце |
| ----- | ------------------------ | ----- |
| 15    | Джейсон Сміт (USA)       | 1     |
| 10    | Поль-Анрі де Ле Рю (FRA) | 2     |
| 2     | Марко Гузер (SUI)        | 3     |
| 7     | Нейт Голланд (USA)       | 4     |

#### Півфінали
| Посів | Ім'я                       | Місце |
| ----- | -------------------------- | ----- |
| 9     | Радослав Жидек (SVK)       | 1     |
| 8     | Хорді Фонт (ESP)           | 2     |
| 12    | Деймон Гейлер (AUS)        | DQ    |
| 20    | Джейсі-Джей Андерсон (CAN) | DQ    |

| Посів | Ім'я                     | Місце |
| ----- | ------------------------ | ----- |
| 10    | Поль-Анрі де Ле Рю (FRA) | 1     |
| 3     | Сет Вескотт (USA)        | 2     |
| 15    | Джейсон Сміт (USA)       | 3     |
| 6     | Дітер Красніґ (AUT)      | 4     |

#### Фінали
Четверо півфіналістів, що не потрапили до великого фіналу, змагались у малому фіналі за 5-8-ме місця. Учасники, що посіли у своїх чвертьфінальних заїздах треті місця, змагалися в заїзді за 9-12-те місця, а ті, що посіли четверті,- в заїзді за 13-16-те
.
Великий фінал
| Посів | Ім'я                     | Місце |
| ----- | ------------------------ | ----- |
| 3     | Сет Вескотт (USA)        |       |
| 9     | Радослав Жидек (SVK)     |       |
| 10    | Поль-Анрі де Ле Рю (FRA) |       |
| 8     | Хорді Фонт (ESP)         | 4     |

Малий фінал
| Посів | Ім'я                       | Місце |
| ----- | -------------------------- | ----- |
| 20    | Джейсі-Джей Андерсон (CAN) | 5     |
| 15    | Джейсон Сміт (USA)         | 6     |
| 12    | Деймон Гейлер (AUS)        | 7     |
| 6     | Дітер Красніґ (AUT)        | 8     |

Класифікація за 9–12 місця
| Посів | Ім'я                     | Місце |
| ----- | ------------------------ | ----- |
| 2     | Марко Гузер (SUI)        | 9     |
| 30    | Франсуа Буавен (CAN)     | 10    |
| 4     | Томмазо Тальяферрі (ITA) | 11    |
| 32    | Юнатан Юганссон (SWE)    | 12    |

Класифікація за 13–16 місця
| Посів | Ім'я                       | Місце |
| ----- | -------------------------- | ----- |
| 28    | Міхал Новотний (CZE)       | 13    |
| 7     | Нейт Голланд (USA)         | 14    |
| 17    | Ганс Єрґ Унтеррайнер (AUT) | 15    |
| 27    | Ітару Тімура (JPN)         | 16    |